# Rea (Lombardei)
Rea ist eine Gemeinde (comune) mit 394 Einwohnern (Stand 31. Dezember 2023) in der südwestlichen Lombardei im Norden Italiens. Die Gemeinde liegt etwa acht Kilometer südlich von Pavia in der Oltrepò Pavese am südlichen Ufer des Po.

## Geschichte
Der Ort ist seit dem 13. Jahrhundert urkundlich nachgewiesen.